# サン＝ジュイール＝シャンジロン
サン＝ジュイール＝シャンジロン （フランス語: Saint-Juire-Champgillon）はフランスのコミューンであり、ペイ・ド・ラ・ロワール地域圏のヴァンデ県に位置する。